# Maria Östling
Maria Cecilia Christina Östling, senare Spångberg, född 17 januari 1978 i Gnesta, är en svensk före detta bröstsimmare, som två gånger vunnit en guldmedalj på EM. Hon tävlade för Sverige vid sommar-olympiaden 1996 i Atlanta i Georgia i USA. Grenarna hon tävlade i var 100 m bröstsim där hon kom på 23:e plats och 200 m bröstsim där hon knep den 21:a placeringen. Östling deltog också i sommar-olympiaden 2004 och slutade på 17:e plats i 100 m bröstsim. 

## Klubbar
- SS Mora 1991–1996
- Södertörns SS 1996 - nuvarande